# ベッドマン
ベッドマン(BEDMAN)は2D対戦格闘ゲーム『GUILTY GEARシリーズ』に登場する架空の人物。担当声優は緑川光。

## 概要
- 『GUILTY GEAR Xrd-SIGN-』から登場した新規キャラクター。凶悪な改造を施された可動式ベッドで眠り続ける少年で、その出自・目的・所属組織など一切が謎に包まれており、彼がなぜ眠り続けているのかも分からない。
- 戦闘能力は凄まじく高く、彼自身が創り出した悪夢の中に相手を誘い込み戦闘を行うことで、その本領を発揮する。
- 眠り続けているため喋ることはないが、夢の中では流暢な毒舌家となっている。
- 『XrdR』アーケード版オープニングではあの男と同等の存在を示唆するようなセリフがあり、彼もすらベッドマンを危険視している。その一方でTGS2015にて公開されたコンシューマ版トレーラーでは、ベッドマン本人もあの男により早期覚醒されたジャック＝オーを警戒するようなセリフも確認されている。
- 『XrdR』でベッドマン自身は死亡したが、『STRIVE』のアナザーストーリーにて使用していたベッドだけが、ディライラを守る為に自律行動を起こしている。

### ディライラ
声：藤川茜
ベッドマンの妹。ベッドマンと同じく夢の中でしか活動できない特異体質であったが、ベッドマンの最期の力によって現実世界へと降り立った。なお、現実世界で体を固定するために、能力は引き下げられている（ディライラ本人は気付いていない）。
かつてベッドマンが使用していたベッドが、ベットマンの死後にディライラを守るように活動しており、過剰なまでに防衛しているのだが、全体的にボロボロになっている。
『STRIVE』ではシーズンパス2のDLCキャラクターとして参戦。「ベッドマン？」名義となっており、ディライラを守るために自律稼働するベッドが本体扱いとなっている。その為、直接戦闘をしたりダメージを受けたりするのは全てベッドで、ディライラは常にベッドに追従する行動をするだけで、一切の当たり判定がない。

## ストーリー
素性や行動、所属組織に至るまで謎の少年。巨大なベッドで常に眠っており、戦闘等は改造されているベッドが行う。眠っている為、喋る事は無いが夢の中では饒舌である。特異体質らしく同じ体質の妹がいるらしい。
GUILTY GEAR Xrd -SIGN-
転移を繰り返し、絶対確定世界の実現の為に邪魔な存在や障害となる存在を消して回っている。人形であったはずの『ラムレザル=ヴァレンタイン』を消す為にツェップに侵入したが、ガブリエル大統領と戦闘を行うも敗退し、捕らえられる。
その後、ラムレザルの夢に侵入し彼女を消そうとしたが、彼女に感情が芽生えていることに気付いた為、「人形ではなくなった少女を殺す事は出来ない」として消去を諦め、彼女に「代わりのいない存在」について説き感情の自覚を促した上で姿を消した。

## 技の解説

### 必殺技
後述の必殺技「タスク～」のすべてに派生技として「デジャブ」を持っている。これは必殺技を発動した場所にその技に応じたアイコンがセットされ、この状態で「デジャブ」を発動させるとアイコンの場所からベッドマンの残像が出現し、事前に使った技をもう一度繰り出すというトリッキーな技。アイコンは７秒経過するか相手からの攻撃でも消滅する。
タスクA(空中可)(⇒デジャブ(タスクA))
可動式ベッドのパーツを相手に飛ばす技。パーツはブーメランのように戻ってくるが、ベッドマンが攻撃を受けると即座に中断されてしまう。
タスクA'(空中可)(⇒デジャブ(タスクA'))
前述のタスクＡと似ているが、こちらはパーツが相手にヒットすると即座にベッドマンが相手の横にワープする。相手に前からヒットすると前に、後ろからヒットすると後ろへとワープする。
タスクB(空中可)(⇒デジャブ(タスクB))
ベッドマンが駒のように回転し、相手へと突進する。
タスクC(空中可)(⇒デジャブ(タスクC))
回転しながら飛び上がり、勢いよく地面に落ちる。空中で落ちると飛び上がらないかわりに地面に垂直落下し、衝撃波を起こして攻撃する。
特殊移動
空中に居る際に上方向にレバーを入力すると空中で少しの間停止する。その状態でもう一度好きな方向にレバー入力することでその方向に向けて高速移動が出来る。

### 覚醒必殺技
サイノソイダルヘーリオス
ベッドの頭部が目覚まし時計に変形し、周囲を爆音で攻撃する。
ヘミジャック
黒い羊の様な姿の幻影を呼び出し、一定時間の間敵を追尾させる。敵に幻影が当たると爆発を起こしダメージに加えて高確率のダウンを付与する。

### 一撃必殺技
シアターオブペイン
攻撃がヒットすると演出に入り、自身の夢の中の劇場の様な場所に相手キャラクターの精神を引き摺りこみ、スクリーンに相手の一番強烈な過去のトラウマとなる出来事を見せて倒すという独特な演出を行う。いずれも対象となるキャラクターのバックストーリーに関連する物が多く（Xrd以前の本編ストーリーおよび書籍などの時間軸・媒体問わず。一部ギャグを含む）、他の一撃必殺技の台詞数と同じく3つがランダムで流される。

## テーマミュージック
- Does the sheep count the sheep？ (Xrd)